# Lista de regiões administrativas do Distrito Federal por IDH
Esta é uma lista de regiões administrativas do Distrito Federal ordenadas por Índice de Desenvolvimento Humano (IDH) conforme dados divulgados pelo Programa das Nações Unidas para o Desenvolvimento (PNUD), da Organização das Nações Unidas (ONU), a partir do Censo 2010.

## Critérios

Mapa do IDH no Distrito Federal.
Legenda:
Muito alto
Alto
Sem dados

### Categorias do índice
O índice varia de 0 até 1, sendo considerado:
- Muito Alto – de 0,800 a 1000
- Alto – de 0,700 a 0,799
- Médio – de 0,600 a 0,699
- Baixo – de 0,500 a 0,599
- Muito Baixo – de 0,000 a 0,499

### Componentes do índice
O IDH-M é uma média geométrica entre o IDH da renda (IDH-R), IDH da longevidade (IDH-L) e IDH educacional (IDH-E).

## Classificação das regiões administrativas por IDH-M - 2010
A seguinte tabela foi elaborada a partir de dados publicados em 2014 pelo PNUD Brasil no Atlas do Desenvolvimento Humano nas Regiões Metropolitanas Brasileiras, feito através de dados extraídos do censo brasileiro de 2010. Na época da pesquisa, o último estabelecimento legal das áreas geográficas das regiões administrativas havia ocorrido em 1994, época em que haviam apenas 19 regiões administrativas no Distrito Federal. Algumas regiões foram desmembradas para a criação de outras, que ficaram sem o estabelecimento legal de uma área territorial até 2019, quando a aprovação da Lei Complementar nº 958/2019 solucionou a questão. Diante disso, como o estudo é anterior à lei, o PNUD divulgou os dados das regiões administrativas que foram desmembradas de forma conjunta, que engloba todas as regiões oriundas de desmembramentos ocorridos após 1994 em suas administrações originais.
| Posição          | Região administrativa                            | Dados de 2010    | Dados de 2010    | Dados de 2010    | Dados de 2010    | País comparável (2010) |
| Posição          | Região administrativa                            | IDH-M            | IDH-R            | IDH-L            | IDH-E            | País comparável (2010) |
| IDH-M muito alto | IDH-M muito alto                                 | IDH-M muito alto | IDH-M muito alto | IDH-M muito alto | IDH-M muito alto | IDH-M muito alto       |
| ---------------- | ------------------------------------------------ | ---------------- | ---------------- | ---------------- | ---------------- | ---------------------- |
| 1                | Lago Sul                                         | 0,955            | 1,000            | 0,953            | 0,913            | Noruega                |
| 2                | Brasília SIA                                     | 0,952            | 1,000            | 0,940            | 0,918            | Noruega                |
| 3                | Cruzeiro Sudoeste/Octogonal                      | 0,942            | 1,000            | 0,939            | 0,889            | Noruega                |
| 4                | Lago Norte Varjão                                | 0,904            | 1,000            | 0,917            | 0,806            | Estados Unidos         |
| 5                | Núcleo Bandeirante Park Way                      | 0,888            | 0,955            | 0,921            | 0,797            | Canadá                 |
| 6                | Taguatinga Vicente Pires Águas Claras Arniqueira | 0,873            | 0,892            | 0,913            | 0,818            | Suíça                  |
| 7                | Guará SIA                                        | 0,847            | 0,873            | 0,916            | 0,760            | Singapura              |
| 8                | Candangolândia                                   | 0,825            | 0,812            | 0,889            | 0,777            | Andorra                |
| 9                | Gama                                             | 0,805            | 0,789            | 0,885            | 0,748            | Hungria                |
| 10               | Sobradinho Sobradinho II                         | 0,801            | 0,821            | 0,868            | 0,720            | Catar                  |
| IDH-M alto       |                                                  |                  |                  |                  |                  |                        |
| 11               | Riacho Fundo Riacho Fundo II                     | 0,797            | 0,780            | 0,868            | 0,747            | Portugal               |
| 12               | São Sebastião Jardim Botânico                    | 0,761            | 0,812            | 0,843            | 0,645            | Uruguai                |
| 13               | Paranoá Jardim Botânico                          | 0,757            | 0,800            | 0,858            | 0,631            | Panamá                 |
| 14               | Samambaia                                        | 0,755            | 0,733            | 0,840            | 0,698            | Panamá                 |
| 15               | Ceilândia Sol Nascente/Pôr do Sol                | 0,747            | 0,727            | 0,836            | 0,687            | México                 |
| 16               | Santa Maria                                      | 0,747            | 0,719            | 0,824            | 0,704            | México                 |
| 17               | Brazlândia                                       | 0,741            | 0,727            | 0,837            | 0,669            | Bulgária               |
| 18               | Recanto das Emas                                 | 0,724            | 0,698            | 0,816            | 0,665            | Peru                   |
| 19               | Planaltina                                       | 0,723            | 0,717            | 0,822            | 0,642            | Peru                   |

A partir dos dados referentes à Unidades de Desenvolvimento Humano (UDHs), presentes no mesmo estudo do PNUD Brasil, é possível obter de forma isolada os índices de desenvolvimento humano de seguintes regiões administrativas, que na tabela anterior se apresentam de forma conjunta:
| Posição          | Região administrativa | Dados de 2010    | Dados de 2010    | Dados de 2010    | Dados de 2010    |
| Posição          | Região administrativa | IDH-M            | IDH-R            | IDH-L            | IDH-E            |
| IDH-M muito alto | IDH-M muito alto      | IDH-M muito alto | IDH-M muito alto | IDH-M muito alto | IDH-M muito alto |
| ---------------- | --------------------- | ---------------- | ---------------- | ---------------- | ---------------- |
| -                | Sudoeste/Octogonal    | 0,957            | 1,000            | 0,949            | 0,925            |
| -                | Águas Claras          | 0,956            | 1,000            | 0,934            | 0,936            |
| -                | Cruzeiro              | 0,897            | 0,922            | 0,925            | 0,845            |
| IDH-M médio      |                       |                  |                  |                  |                  |
| -                | Itapoã                | N/D              | N/D              | N/D              | N/D              |
| -                | Fercal                | 0,670            | 0.656            | 0,795            | 0,577            |
| -                | SCIA                  | 0,616            | 0,624            | 0,756            | 0,496            |

## Classificação das regiões administrativas por IDH-M - 2000
Classificação divulgada pela SEPLAN/DF referente ao ano 2000, quando a metodologia de cálculo era diferente e haviam somente 19 regiões administrativas.
| Posição                 | Região administrativa | Dados de 2000    | Dados de 2000    | Dados de 2000    | Dados de 2000    |
| Posição                 | Região administrativa | IDH-M            | IDH-R            | IDH-L            | IDH-E            |
| IDH-M muito alto        | IDH-M muito alto      | IDH-M muito alto | IDH-M muito alto | IDH-M muito alto | IDH-M muito alto |
| ----------------------- | --------------------- | ---------------- | ---------------- | ---------------- | ---------------- |
| 1                       | Lago Sul              | 0,945            | 1,000            | 0,854            | 0,982            |
| 2                       | Brasília              | 0,936            | 0,948            | 0,870            | 0,991            |
| 3                       | Lago Norte            | 0,933            | 0,978            | 0,864            | 0,958            |
| 4                       | Cruzeiro              | 0,928            | 0,934            | 0,857            | 0,992            |
| 5                       | Núcleo Bandeirante    | 0,911            | 0,934            | 0,811            | 0,988            |
| IDH-M alto              |                       |                  |                  |                  |                  |
| 6                       | Guará                 | 0,867            | 0,831            | 0,826            | 0,944            |
| 7                       | Taguatinga            | 0,855            | 0,806            | 0,816            | 0,944            |
| 8                       | Candangolândia        | 0,852            | 0,761            | 0,850            | 0,947            |
| 9                       | Sobradinho            | 0,837            | 0,763            | 0,825            | 0,923            |
| 10                      | Riacho Fundo          | 0,826            | 0,706            | 0,815            | 0,958            |
| 11                      | São Sebastião         | 0,820            | 0,714            | 0,804            | 0,944            |
| 12                      | Gama                  | 0,815            | 0,720            | 0,784            | 0,942            |
| IDH-M médio             |                       |                  |                  |                  |                  |
| 13                      | Santa Maria           | 0,794            | 0,627            | 0,820            | 0,934            |
| 14                      | Paranoá               | 0,785            | 0,612            | 0,800            | 0,948            |
| 15                      | Ceilândia             | 0,784            | 0,670            | 0,773            | 0,910            |
| 16                      | Samambaia             | 0,781            | 0,629            | 0,791            | 0,921            |
| 17                      | Recanto das Emas      | 0,775            | 0,598            | 0,791            | 0,937            |
| 18                      | Planaltina            | 0,764            | 0,652            | 0,769            | 0,872            |
| 19                      | Brazlândia            | 0,761            | 0,642            | 0,734            | 0,906            |
| Sem dados               |                       |                  |                  |                  |                  |
| Sudoeste/Octogonal      |                       |                  |                  |                  |                  |
| Varjão                  |                       |                  |                  |                  |                  |
| Park Way                |                       |                  |                  |                  |                  |
| Riacho Fundo II         |                       |                  |                  |                  |                  |
| SCIA                    |                       |                  |                  |                  |                  |
| Sobradinho II           |                       |                  |                  |                  |                  |
| Jardim Botânico         |                       |                  |                  |                  |                  |
| Itapoã                  |                       |                  |                  |                  |                  |
| SIA                     |                       |                  |                  |                  |                  |
| Vicente Pires           |                       |                  |                  |                  |                  |
| Fercal                  |                       |                  |                  |                  |                  |
| Sol Nascente/Pôr do Sol |                       |                  |                  |                  |                  |
| Arniqueira              |                       |                  |                  |                  |                  |